# Anissa Helou
Anissa Helou (أنيسة حلو, nacida el 1 de febrero de 1952) es una chef, profesora y autora radicada en Londres. Se especializa en cocinar y escribir recetas para la cocina mediterránea, de Oriente Medio y del norte de África. Sus libros de cocina han ganado numerosos premios. Actualmente vive en Londres y dirige una escuela de cocina, "Anissa's School".

## Biografía
Hija de padre sirio y madre libanesa, Helou dejó su casa en Beirut, Líbano, a la edad de 21 años para estudiar diseño de interiores en Londres.
Tras finalizar el curso de Obras de Arte de Sotheby's, Helou comenzó a trabajar para la casa de subastas, convirtiéndose en su representante para Oriente Medio. A los 24 años abrió una tienda de antigüedades en París. Poco después, se convirtió en consultora de arte independiente con sede en Londres. Luego, entre 1978 y 1986, Helou vivió en Kuwait actuando como asesor de miembros de la familia gobernante, antes de regresar a Londres en 1986.
Helou se inspiró en la Guerra Civil Libanesa y en un amigo de la industria editorial para escribir un libro de cocina. Su primer trabajo se tituló Lebanese Cuisine y se publicó en 1994. Para este libro, contó con la inestimable ayuda de su madre, quien le mostró y escribió todas las recetas en árabe. Robert Irwin lo describió como «No es un mero manual utilitario, sino una evocación melancólica de banquetes y picnics celebrados en un ambiente levantino tranquilo que casi llegó a su fin". final... en 1975». El libro fue preseleccionado para el premio André Simon.
En 1999, Helou cambió su vida vendiendo varias colecciones en Christie's. También vendió su casa victoriana y compró un loft de dos pisos en Shoreditch, que luego convirtió en un espacio moderno y minimalista para vivir y trabajar. Luego abrió Anissa's Kitchen en este lugar.
En 2013, Helou fue incluida por Arabian Business como uno de los 500 árabes más poderosos del mundo, y una de las 100 mujeres árabes más poderosas.
Su libro "Levant" se publicó en 2013 y fue seleccionado como uno de los 20 libros de comida del año de Observer Food Monthly, los mejores libros de Gourmet Travelers de 2013, 14 mejores libros de cocina de 2013 por BuzzFeed y uno de los 10 mejores libros sobre comida del año de Marie-Claire Digby.
Su libro Feast: Food of the Islamic World se publicó en 2018.